# Бениамино Джили
Бениамино Джили (на италиански: Beniamino Gigli) е италиански оперен певец, считан за един от най-великите тенори в историята на оперното изкуство.

## Биография
Роден е в малкото адриатическо градче Реканати, шестото и последно дете в семейството на обущар. Единственото наследство, което получава от баща си, е страстта към операта. Преди още да навърши седем години е приет в местния църковен хор, където от органиста и свещеника получава своите първи музикални уроци. Поради изключителната бедност на семейството си, на 12 години Джили е принуден да напусне училище и започва работа като шивач и дърводелец. На 17 години заминава за Рим, за да получи музикално образование като частен ученик при различни вокални педагози. За да се издържа, работи като домашен прислужник и продавач в дрогерия. През 1911 успява да получи месечна стипендия в размер на 60 лири, за да продължи обучението си в Музикалния лицей (днес Академия „Санта Чечилия“).
Големият успех идва през 1914 г., когато Бениамино Джили е 24-годишен. На международния певчески конкурс в Парма той печели първото място в конкуренция с още 105 участника. Председателят на журито, прочутият в онези години певец Алесандро Бончи (Alessandro Bonci), записва в дневника си: „Abbiamo finalmente trovato il tenore!“ („Най-сетне намерихме тенора!“). Така може би е мислела и публиката в Ровиго, където на 15 октомври 1914 г. Джили прави своя професионален дебют в ролята на Енцо от операта на Понкиели „Джоконда“. Това е тенорът, когото цяла Италия очаква вече десет години, след като обиденият от италианската публика Енрико Карузо заминава на доброволно изгнание в нюйоркската Метрополитън опера. (Карузо неколкократно е бил освиркван от публиката в Италия заради демонстративния му отказ да се съобрази с тогавашната традиция и да наема платени клакьори).
През следващите четири години Бениамино Джили триумфира на сцените на всички по-важни местни оперни театри в Италия. Неговият репертоар по това време се състои почти изцяло от роли от произведения на композитори-веристи. Фауст от „Мефистофел“ на Ариго Бойто се превръща в негова емблематична роля. През 1918 г. Джили дебютира на сцената на оперното светилище – миланската „Ла Скала“. Поканен е от маестро Артуро Тосканини да изпълни ролята на Фауст – постановка в памет на починалия Бойто.
През 1920 г. Бениамино Джили е поканен в Ню-Йорк от художествения директор на Метрополитън опера, който търси заместник на тежко болния Карузо. Джили дебютира на сцената на Метрополитън, отново в ролята на Фауст, на 26 ноември 1920 г., един месец преди последния спектакъл на Карузо. Джили е солист на Метрополитън през следващите 12 години, като участва в 369 представления на нюйоркска сцена, както и в няколко гастрола на трупата в европейски столици. Съвременниците му го наричали „новия Карузо“, на което той скромно отговарял, че предпочита титлата „първия Джили“. През 1923 г. към трупата на Метрополитън се присъединява легендарният Джакомо Лаури-Волпи, чиято техника във високия регистър и днес се счита за ненадмината. Конкуренцията принуждава Джили да разшири репертоара си – към любимите му веристи са добавени роли от опери на Верди и Моцарт. Репертоарът му по това време включва 28 роли. Краят на блестящата му кариера в Метрополитън е поставен през 1932 г. В разгара на Голямата депресия ръководството на оперния театър решава да ореже драстично хонорарите на изпълнителите. Джили не се съгласява с новата си заплата и се завръща в Италия.
Едва завърнал се в родината, Бениамино Джили е запленен от личността на Мусолини. Чувствата са взаимни и Джили бързо се превръща в любимец на режима. Открито декларира съпричастността си към идеите на фашизма. Участва в серия организирани от властите концерти в малки провинциални селища с цел популяризиране на оперното изкуство. Удостоен е от правителството със званието „народен певец“. Продължава сътрудничеството си с режима и след окупацията на Италия от Нацистка Германия през есента на 1943 г. Участва в серия от концерти, дадени за германските войници.
След края на войната Бениамино Джили, подобно на други италиански колаборационисти, е изправен пред трибунал. Всички обвинения срещу него са отхвърлени от трибунала, но властите му забраняват да пее на италианска сцена, оправдавайки се с опасност от инциденти. Поради сътрудничеството му с фашистите големите оперни сцени в САЩ и Европа също се оказват затворени за Джили. През следващите няколко години той пее в Лисабон, Буенос Айрес, Йоханесбург. През 1954 г. се завръща в Италия, за да участва в последния си оперен спектакъл. На 22 август 1954 г. в Месина изпълнява в една вечер главните роли в „Палячо“ и „Селска чест“. Предприема заедно с дъщеря си, сопраното Рина Джили, прощално международно турне. Последният концерт от това турне е на 25 май 1955 г. във Вашингтон. Това е и последното появяване на Джили пред публика.
През своята кариера, продължила рекордните 41 години без прекъсване, Бениамино Джили е пял в 2249 оперни спектакъла, изпълнявайки 62 различни роли, оставил е около 400 известни днес звукозаписа, участвал е в около 20 игрални и документални филма. Съвременниците му го помнят като силно набожен човек. Дал е около 1000 благотворителни концерта, повечето организирани от различни католически дружества, към края на живота си участва в много концерти на църковна музика, а най-близкият му човек е бил неговият изповедник. Същевременно личният му живот не е бил твърде благочестив. Имал е три деца от първата си съпруга, три деца от втората си съпруга и според жълтата преса от онова време, поне още три деца от други жени.
Бениамино Джили без съмнение е лиричен тенор, но неговата изключителна техника му дава възможност без проблеми да се справи и с репертоар, който обикновено е запазен за по-„тежки“, драматични гласове. Гласът му има копринен тембър, оприличаван с аромат на мед, блестяща техника в средния регистър и съвършено пианисимо. Понякога е критикуван за прекомерно маниерничене – обичал е да включва в изпълненията си въздишки и стенания.
В България през 1984 г. е издадена автобиографичната книга на Джили „Спомени“.